# 第25回全国中等学校ラグビーフットボール大会
第25回全国中等学校ラグビーフットボール大会（だい25かいぜんこくちゅうとうがっこうラグビーフットボールたいかい）は、1943年（昭和18年）1月に兵庫県西宮市の甲子園南運動場で開催された、旧制中学校・実業学校を対象としたラグビー競技大会である。

## 概要
戦争の激化により今大会をもって一時大会が中止された（再開は1947年）。また外地の学校が参加しなくなり、参加校数が9校になった。

## 参加チーム
脇町中と松阪商のみ1回戦あり。
- 北海道庁立函館中学校（北海道）（4年ぶり2回目）
- 慶應義塾普通部[1]（東京都）（9年ぶり10回目）
- 三重県立松阪商業学校（三重県・実業学校）（3年連続3回目）
- 同志社中学校（京都府）（3年ぶり18回目）
- 大阪府立天王寺中学校（大阪府）（2年連続8回目）
- 兵庫県立第二神戸中学校（兵庫県）（2年連続7回目）
- 崇徳中学校（広島県）（2年連続8回目）
- 徳島県脇町中学校（徳島県）（2年連続6回目）
- 福岡県立福岡中学校（福岡県）（3年連続14回目）

## 試合結果

### 1回戦
- 脇町中0-3 松阪商

### 2回戦
- 函館中5-19 天王寺中
- 神戸二中 38-0松阪商
- 同志社中5-16 崇徳中
- 慶應普通部0-64 福岡中

### 準決勝
- 天王寺中 12-6神戸二中
- 崇徳中0-12 福岡中

### 決勝
天王寺中が初優勝を果たした。
- 天王寺中 6-0福岡中